# Thom Andersen

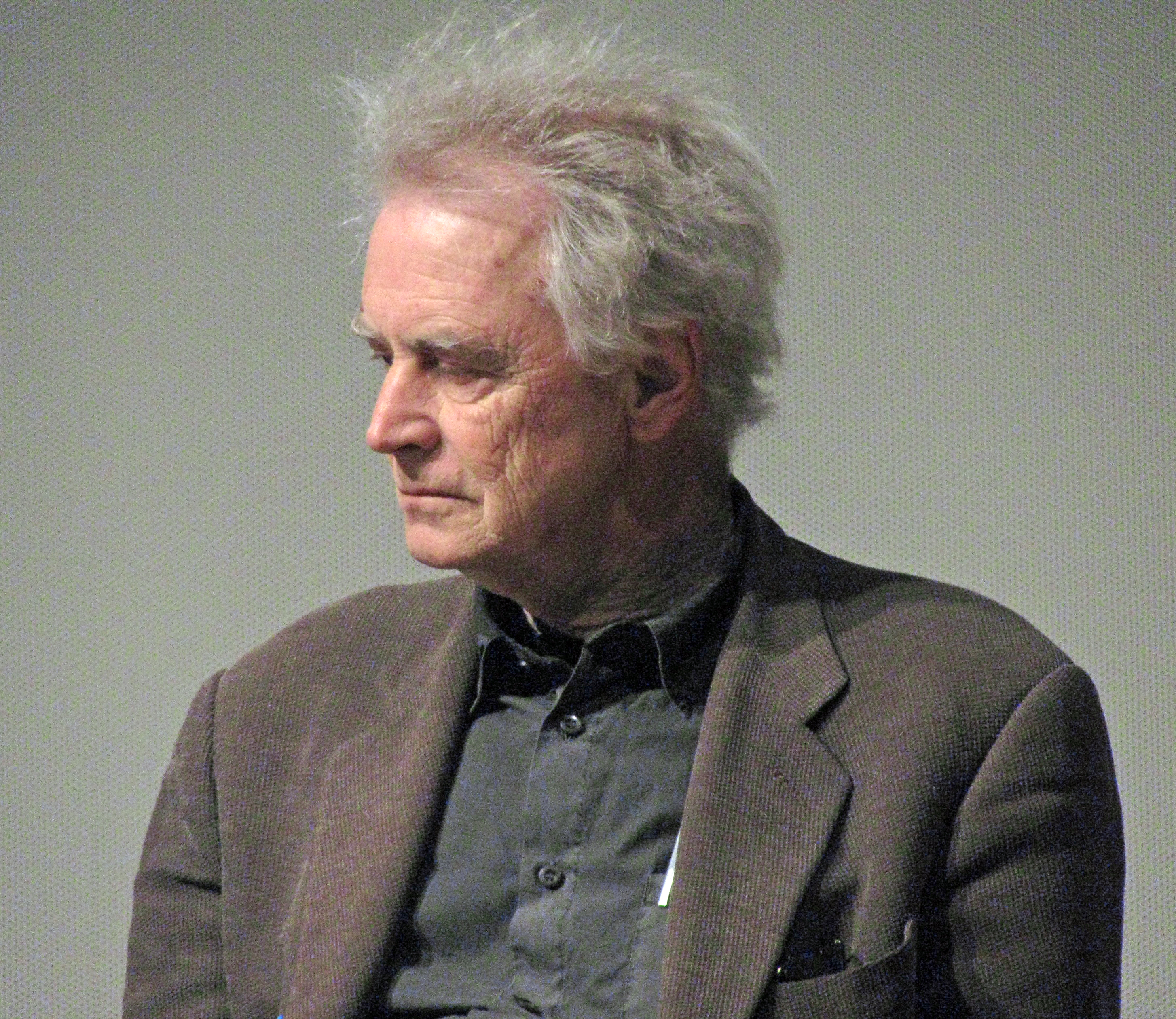
Thom Andersen (2009)

Thom Andersen (* 1943 in Chicago) ist ein US-amerikanischer Filmregisseur und Filmwissenschaftler.

## Leben und Werk
Thom Andersen wurde 1943 in Chicago geboren und lehrte von 1987 bis zu seiner Emeritierung als Professor für Filmtheorie am California Institute of the Arts.
Andersens Film Eadweard Muybridge, Zoopraxographer (1975, Farbe, 59 Minuten) wurde 1975 im Whitney Museum of American Art uraufgeführt und 1977 auf der documenta 6 in Kassel gezeigt. Einerseits erzählt der Film Biografisches über den Fotografen Eadweard Muybridge (1830–1904), andererseits werden seine historischen Serienaufnahmen von Bewegungen animiert. Beides wird auf irritierende Weise miteinander verknüpft.
1984 war Andersen in einer Nebenrolle in Straub-Huillets Film Klassenverhältnisse zu sehen; er war Darsteller eines der beiden Rekrutierer für das Theater von Oklahoma.
Los Angeles Plays Itself (2003, Schwarzweiß, 169 Minuten) ist eine Dokumentation, die aus Filmmaterial zum Thema Los Angeles und eigenen dokumentarischen Aufnahmen entstanden ist.
In Reconversão (2012, Farbe, 68 Minuten) porträtierte er das Wirken des portugiesischen Architekten Eduardo Souto de Moura anhand von 17 Arbeiten und zeigt mit Hilfe von Zitaten des Architekten deren Entstehung und Hintergründe auf. Andersen filmte in Anlehnung an die Frühform des Kinos mit nur zwei Bildern pro Sekunde für eine erhöhte Aufmerksamkeit und Wirkung der gezeigten Bilder.